# Hà Vô Kỵ
Hà Vô Kị (chữ Hán: 何無忌, ? - 410) người huyện Đàm, Đông Hải , tướng lĩnh Bắc Phủ binh nhà Đông Tấn trong lịch sử Trung Quốc.

## Thiếu thời
Ông từ nhỏ đã có chí lớn, tính khí trung thành, trong sáng, trong lòng nghĩ thế nào thì nói ra như vậy. Vô Kị từng làm tòng sự ở châu, rồi chuyển sang làm Thái học bác sĩ.
Cậu của ông là Trấn bắc tướng quân Lưu Lao Chi, vào lúc trấn thủ Kinh Khẩu, mỗi khi có việc lớn, thường bàn bạc cùng ông. Hội Kê vương thế tử Nguyên Hiển lấy Vô Kị làm Quốc trung úy cho con trai mình là Đông Hải vương Ngạn Chương, gia phong cho ông làm Quảng Vũ tướng quân. Khi Hoàn Huyền giết Ngạn Chương ở chợ, Vô Kị vào chợ khóc to rồi trở ra, người thời ấy đều khen ngợi.
Ông theo Lưu Lao Chi thảo phạt Hoàn Huyền, nhưng Lao Chi lại xin hàng Huyền, ông nhiều lần can ngăn, lời lẽ thiết tha, nhưng Lao Chi không theo. Khi Huyền soán ngôi, Vô Kị và Lại bộ lang Tào Tĩnh Chi của Huyền vốn là người quen cũ, Vô Kị nhờ ông ta xin giúp cho mình được làm quan ở một huyện nhỏ, nhưng Huyền không cho. Ông bèn trở về Kinh Khẩu.

## Thảo phạt Hoàn Huyền
Từ trước, Lưu Dụ làm tham quân cho Lưu Lao Chi, cùng Vô Kị có quan hệ rất tốt. Khi Hoàn Huyền chiếm được Kinh Ấp, Lưu Dụ đang cầm quân thảo phạt nghĩa quân Ngũ Đấu Mễ đạo ở phía đông, Vô Kị bí mật đến quân doanh của Lưu Dụ, khuyên Lưu Dụ khởi binh tại Vu Âm. Nhưng Lưu Dụ lấy cớ hành vi đại nghịch của Hoàn Huyền chưa lộ rõ, mình khởi sự ở nơi xa xôi, khó mà thành công. Về sau Hoàn Huyền soán ngôi, Lưu Dụ ở Kinh Khẩu khởi binh.
Nhà Lưu Nghị ở Kinh Khẩu, hay đi lại với Vô Kị, khi bàn đến việc khôi phục nhà Tấn, hai người cùng thống nhất đánh Hoàn Huyền và tôn phù Lưu Dụ làm chủ. Họ cùng nhau khởi binh, tập kích Kinh Khẩu. Vô Kị giả truyền chiếu chỉ, tự xưng là sứ giả. Người trong thành không ai dám chống lại.
Hoàn Huyền nghe tin Vô Kị khởi binh, rất lo lắng. Khi Hoàn Huyền thua chạy, Vũ Lăng vương Tư Mã Tuân thừa chế lấy Vô Kị làm Phụ quốc tướng quân, Lang Tà nội sử, lấy tinh binh bản bộ của Hội Kê vương Đạo Tử giao cho ông. Vô Kị cùng Chấn vũ tướng quân Lưu Đạo Quy chịu sự chỉ huy của Lưu Nghị, đuổi đánh Hoàn Huyền.
Hoàn Huyền lưu Long tương tướng quân Hà Đạm Chi, Tiền tướng quân Quách Thuyên, Giang Châu thứ sử Quách Sưởng Chi ở lại giữ Bồn Khẩu. Vô Kị đến cù lao Tang Lạc, Đạm Chi cũng soái quân đến đánh. Quân của Đạm Chi đều cưỡi thuyền bành (thuyền đáy bằng), tinh kỳ rất nhiều. Vô Kị cho rằng nên nhân lúc không có Đạm Chi, giục mọi người đánh gấp để giành thắng lợi. Đạo Quy nghe theo, tiến đánh chiếm được thuyền bành của địch, rồi hô lên rằng: "Đã bắt được Đạm Chi rồi!" Quân địch kinh sợ rối loạn, bộ hạ của Vô Kị cũng hô lên như vậy. Đạo Quy thừa thắng tiến lên, Vô Kị nổi trống trợ lực, bọn Đạm Chi tan rã bỏ chạy.
Quân Tấn tiến vào Tầm Dương, Vô Kị sai sứ đưa bài vị của tông miếu nhà Tấn cùng Vũ Khang công chúa và Lang Tà vương phi về kinh đô. Sau đó ông cùng Lưu Nghị, Đạo Quy đánh đuổi Hoàn Huyền ở cù lao Tranh Vanh, rồi Vô Kị tiến quân vào Ba Lăng.
Anh họ của Hoàn Huyền là Hoàn Khiêm, cháu trai Hoàn Chấn chiếm lại Giang Lăng. Đạo Quy, Vô Kị đánh Hoàn Khiêm ở Mã Đầu, Hoàn Úy ở Long Tuyền, đều phá được. Lúc này Hoàn Chấn đã thua chạy về Tầm Dương. Vô Kị cùng Nghị, Đạo Quy đánh dẹp Chấn, hạ được 3 thành Hạ Khẩu, rồi bình định Ba Lăng, tiếp đó là Mã Đầu. Hoàn Khiêm xin cắt 2 châu Kinh, Giang, giao trả thiên tử, Vô Kị không cho.
Quân Tấn phá được Giang Lăng, Hoàn Khiêm thua chạy. Vô Kị hộ tống Tấn An Đế về kinh, triều đình lấy Vô Kị làm đốc Dự Châu, Dương Châu, Hoài Nam, Lư Giang, An Phong, Lịch Dương, Đường Ấp 5 quận chư quân sự, Hữu tướng quân, Dự Châu thứ sử,gia tiết, còn được đưa 50 binh sĩ vũ trang đầy đủ vào điện, nhưng chưa nhận chức. Sau đó ông dời sang làm Hội Kê nội sử đốc Giang Đông 5 quận quân sự, trì tiết, tướng quân như cũ, ban cho một bộ nhạc cổ xuy.
Năm Nghĩa Hi thứ 2 (406), ông dời sang làm đô đốc Giang, Kinh 2 châu, Giang Hạ, Tùy, Nghĩa Dương, Tuy An, Tây Dương, Tân Thái, Nhữ Nam, Toánh Xuyên 8 quận quân sự, Giang Châu thứ sử, tướng quân, trì tiết như cũ. Nhờ công lao khôi phục nhà Tấn, ông được phong làm An Thành quận Khai quốc công, thực ấp 3000 hộ, thêm chức Đô đốc 2 quận Hoằng Nông của Ti Châu và Tùng Tư của Dương Châu, gia phong tán kỵ thị lang, tiến hiệu Trấn nam tướng quân.

## Cái chết
Thủ lĩnh quân nổi dậy ở Giang Nam là Lư Tuần sai biệt soái Từ Đạo Phúc thuận dòng tiến quân, thuyền hạm đều có lầu. Vô Kị muốn đưa thủy quân đến đánh, trưởng sử Đặng Tiềm Chi hết lời can ngăn. Tiềm Chi cho rằng: quân Tấn từ xa đến vẫn còn mỏi mệt; còn phản quân nắm giữ thượng lưu, lại chiếm ưu thế về thuyền hạm. Ông ta đề nghị Vô Kị cố thủ đợi phản quân đến, nhưng Vô Kị không nghe, lập tức tiến quân.
Khi đôi bên giao chiến, phản quân dùng mấy trăm tay nỏ mạnh, ở trên một ngọn núi nhỏ của bờ tây bắn vào bên hông quân Tấn, bắn xong thì tránh sườn núi. Chốc lát sau, gió lớn nổi lên, chiến hạm của Vô Kị vì nhỏ bé nên bị dạt về bờ đông, quân Đạo Phúc cưỡi thuyền lớn dựa vào sức gió mà bức đến, quân Tấn thua chạy. Vô Kị lớn tiếng rằng: "Đem cờ tiết Tô Vũ của ta đến đây!" Cờ tiết được đem đến, ông cầm lấy mà đốc chiến. Phản quân vây đánh đông như mây, có vài chục người lên được soái hạm của Vô Kị. Sắc mặt của ông không chút sợ hãi, cầm chắc cờ tiết mà chết.
Triều đình truy tặng Vô Kị làm Thị trung, Tư không, các quan chức khác như cũ, thụy là Trung Túc. Con trai là Ung được kế thừa tước vị.
Vô Kị khinh địch thất bại, nghe tin ông mất, trong triều ngoài cõi đều thương xót.

## Dật sự
Năm Nghĩa Hi đầu tiên (405), con rể của Hoàn Ôn là Ân Trọng Văn (em họ Ân Trọng Kham), nhà thơ nổi tiếng thời Đông Tấn, bỏ Hoàn Huyền về với triều đình. Vô Kị rất hâm mộ ông ta, Trọng Văn cũng thuận miệng nhận lời đến gặp mặt. Vô Kị rất vui, mệnh cho những người có học như Ân Xiển... bày sẵn các thứ thơ văn chờ Trọng Văn đến.
Chẳng ngờ Trọng Văn đột nhiên hoảng sợ, không dám đến Hà phủ. Vô Kị cho rằng ông ta xem thường mình, vô cùng căm tức, nói lại với Lưu Dụ. Năm Nghĩa Hi thứ 3 (407), Lưu Dụ giết chết Ân Trọng Văn.